# Isla San Lucas, Mexiko
Isla San Lucas är en ö i Mexiko. Den ligger i bukten Bahía San Ignacio och tillhör kommunen Guasave i delstaten Sinaloa, i den västra delen av landet. Arean är 0,49 kvadratkilometer.